# Nicolás Ibarburu
Nicolás Ibarburu (15 de enero de 1975, Montevideo) es un guitarrista, cantante, compositor y productor uruguayo. Ha sido músico acompañante de varios solistas y bandas de Argentina y Uruguay. Es hermano mellizo de Martín Ibarburu y hermano menor de Andrés Ibarburu.

## Trayectoria
En 1992 recibió el premio Eduardo Fabini como «Guitarrista Revelación» y ganó junto a Larmossa Banda el concurso «Band Explosion» organizado por Canal 10 de Montevideo. Estudió en el Conservatorio Universitario de Música entre 1993 y 1996.
Estudió guitarra de tango con Julio Cobelli. En 1994 formó la banda Pepe González con su hermano mellizo Martín Ibarburu, Gustavo Montemurro y Federico Righi. Editaron los discos Faros (1995) y Febrero (1998). 
En 1993 integró la banda que acompañó a Jaime Roos para actuar en la Copa Mundial de Fútbol de 2002. En 1999 Fito Páez lo invitó a integrar su banda en las giras de los álbumes Abre y Rey Sol. Colabora con Rubén Rada como músico y arreglador desde 1994. 
Ha sido guitarrista de Jaime Roos, Rubén Rada, Fito Páez, Dante Spinetta, Hugo Fattoruso, Francis Andreu, Alberto Magnone y Horacio Ferrer, entre otros. Realizó grabaciones con Adriana Varela, Fito Páez, Jaime Roos, Rubén Rada, Fernando Cabrera, Guillermo Vadalá, Javier Malosetti y otros.
En 2002 creó la banda Sankuokai junto con sus hermanos Martín y Andrés Ibarburu, Nicolás Sarser, Gustavo Montemurro y Walter «Negro» Haedo, entre otros. En 2006 editaron un disco homónimo.
En 2005 coprodujo el disco El Evangelio según mi jardinero de Martín Buscaglia, nominado a los Premios Gardel 2007. En ese mismo año Luis Alberto Spinetta lo convocó para participar en dos temas de su álbum Un mañana. En 2009 presentó su primer trabajo solista, titulado Anfibio.
Durante diez años fue pareja de la actriz y conductora Noelia Campo, con quien tiene un hijo de nombre Valentín, nacido en 2007.